# 田上起一郎
田上 起一郎（たがみ きいちろう、1940年4月12日 - 2020年ころ?）日本の芸能マネージャー、田上事務所代表。劇団「雲」の裏方を長く務めた後、芸能事務所である田上事務所を設立して独立し、名古屋章ら「雲」に関係のあった俳優たちを中心に、マネジメントを担った。

## 経歴
東京府東京市大森区（後の東京都大田区大森）に生まれる。
中学1年の時から大阪で育つ。
同志社大学在学中に小劇団に加わり、卒業後は普通の就職活動はせず、親の反対を押し切って上京し、福田恆存が主宰していた劇団「雲」に就職して、舞台の裏方の様々な仕事を経験した。
「35歳で独立」して田上事務所を立ち上げたが、これは劇団「雲」の解散に至る、混乱期のさなかのことであった。田上事務所は、ベテラン俳優を中心にマネジメントをしていたが、「歌の世界と関係のある芸能界の人はお断り」という方針で、「いわゆる芸能界」とは距離を置いていたという。
1994年には、事務所に所属していた中条静夫が死去して、収入が大きく減るという事態もあったという。
田上は歌人としての一面を持ち、2006年に短歌人会に入会し、2016年には『歌集 九年坂』を発表した
コロナ禍の時期に、新型コロナとは関係のない持病のために死去したとされる。

## 著書
- 歌集 九年坂、六花書林、2016年